# Pancarana
Pancarana ist eine Gemeinde (comune) in der Provinz Pavia mit 322 Einwohnern (Stand 31. Dezember 2023) in der südwestlichen Lombardei im Norden Italiens. Die Gemeinde liegt etwa 15 Kilometer südsüdwestlich von Pavia am südlichen Ufer des Po in der Oltrepò Pavese. 